# آکیرا هوسومی
آکیرا هوسومی (انگلیسی: Akira Hosomi؛ زادهٔ ۱ ژانویهٔ ۱۹۴۳ - درگذشته ۹ سپتامبر ۲۰۱۸) شیمی‌دان اهل ژاپن بود که به دلیل همکاری در کشف واکنش ساکورای در شیمی آلی شناخته شده‌است.